# Caulastraea curvata
Caulastraea curvata is een rifkoralensoort uit de familie van de Merulinidae. De wetenschappelijke naam van de soort werd in 1972 voor het eerst geldig gepubliceerd door Maya Wijsman-Best.